# Neuaufnahmen in das UNESCO-Kultur- und -Naturerbe 2015

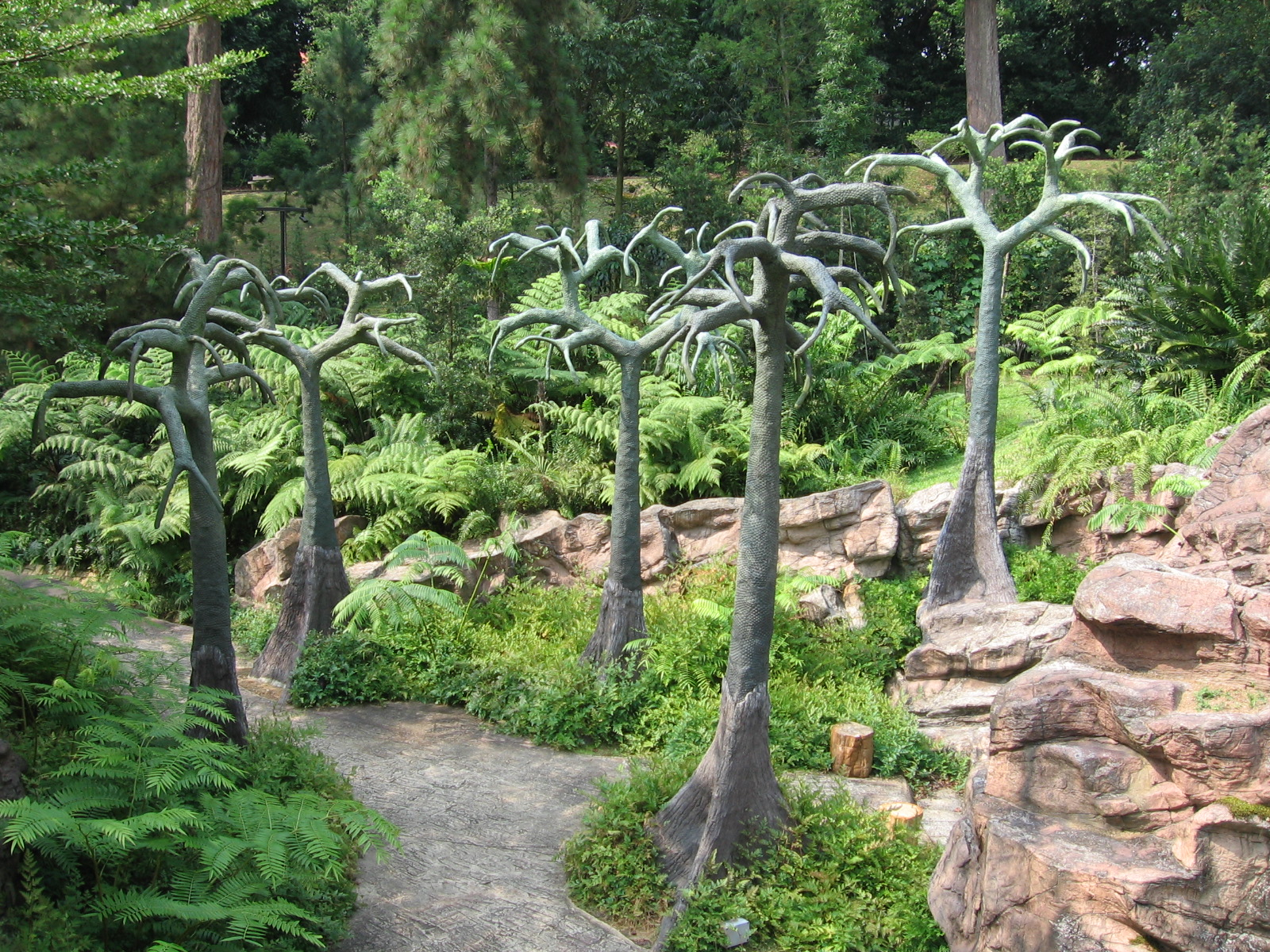
Singapore Botanic Gardens, erstes Welterbe in Singapur

Im Jahr 2015 fanden die im Folgenden in chronologischer Reihenfolge aufgeführten Neuaufnahmen in das UNESCO-Kultur- und -Naturerbe statt. Daneben sind im Folgenden auch Änderungen und Streichungen aufgeführt.

## Welterbe

### Welterbeliste
Auf seiner 39. Sitzung vom 26. Juni bis zum 8. Juli 2015 in Bonn hat das Welterbekomitee 24 Stätten neu in die Liste des UNESCO-Welterbes aufgenommen, darunter 23 Kulturerbestätten (K) und 1 gemischte Kultur- und Naturerbestätte (K/N).
| Vertragsstaat(en)      | Bezeichnung                                                                                                 | Typ | Ref. | Anmerkungen                                                       |
| ---------------------- | --- | --- | ---- | ----------------------------------------------------------------- |
| Volksrepublik China    | Tusi-Stätten (Lage)                                                                                         | K   | 1474 |                                                                   |
| Dänemark               | Christiansfeld, eine mährische Kirchensiedlung (Lage)                                                       | K   | 1468 |                                                                   |
| Dänemark               | Parforcejagdlandschaft in Nordseeland (Lage)                                                                | K   | 1469 |                                                                   |
| Deutschland            | Hamburger Speicherstadt und Kontorhausviertel mit Chilehaus (Lage)                                          | K   | 1467 |                                                                   |
| Frankreich             | Weinberge, Weinhäuser und -keller der Champagne (Lage)                                                      | K   | 1465 |                                                                   |
| Frankreich             | Climats, Weinbaugebiete des Burgund (Lage)                                                                  | K   | 1425 |                                                                   |
| Iran                   | Kulturlandschaft von Maymand (Lage)                                                                         | K   | 1423 |                                                                   |
| Iran                   | Susa (Lage)                                                                                                 | K   | 1455 |                                                                   |
| Israel                 | Nekropole von Bet Sche´arim: Ein Wahrzeichen der jüdischen Erneuerung (Lage)                                | K   | 1471 |                                                                   |
| Italien                | Arabisch-normannisches Palermo und die Kathedralen von Cefalù und Monreale (Lage)                           | K   | 1487 |                                                                   |
| Jamaika                | Blue und John Crow Mountains (Lage)                                                                         | K/N | 1356 |                                                                   |
| Japan                  | Stätten Japans industrieller Revolution der Meiji-Zeit: Eisen und Stahl, Schiffsbau und Kohlebergbau (Lage) | K   | 1484 |                                                                   |
| Jordanien              | Taufstätte „Bethanien jenseits des Jordans“ (Al-Maghtas) (Lage)                                             | K   | 1446 |                                                                   |
| Mexiko                 | Bewässerungssystem Aquädukt von Padre Tembleque (Lage)                                                      | K   | 1463 |                                                                   |
| Mongolei               | Heiliger Berg Burkhan Khaldun und umliegende heilige Landschaft (Lage)                                      | K   | 1440 |                                                                   |
| Norwegen               | Industriedenkmalstätte Rjukkan-Notodden (Lage)                                                              | K   | 1486 |                                                                   |
| Saudi-Arabien          | Felsbildkunst in der Region Ha´il in Saudi-Arabien (Lage)                                                   | K   | 1472 |                                                                   |
| Singapur               | Botanische Gärten von Singapur (Lage)                                                                       | K   | 1483 |                                                                   |
| Südkorea               | Historische Stätten der Baekje (Lage)                                                                       | K   | 1477 |                                                                   |
| Türkei                 | Ephesos (Lage)                                                                                              | K   | 1018 |                                                                   |
| Türkei                 | Kulturlandschaft Festung von Diyarbakır und Hevsel-Gärten (Lage)                                            | K   | 1488 |                                                                   |
| Uruguay                | Industrielandschaft von Fray Bentos (Lage)                                                                  | K   | 1464 |                                                                   |
| Vereinigte Staaten     | Missionsstationen in San Antonio (Lage)                                                                     | K   | 1466 |                                                                   |
| Vereinigtes Königreich | Die Forth Bridge (Lage)                                                                                     | K   | 1485 | 1890 erbaute zweigleisige Eisenbahnbrücke über den Firth of Forth |

Bei folgenden Welterbestätten wurden signifikante Änderungen ihrer Grenzen beschlossen:
| Vertragsstaat(en) | Bezeichnung                                                                        | Typ | Ref. | Anmerkungen                                        |
| ----------------- | ---------------------------------------------------------------------------------- | --- | ---- | -------------------------------------------------- |
| Spanien           | Pilgerwege nach Santiago de Compostela: Camino Francés und die Routen Nordspaniens | K   | 669  | Erweitert um die Routen entlang der Atlantikküste. |
| Südafrika         | Schutzgebiete der Region Cape Floral                                               | N   | 1007 |                                                    |
| Vietnam           | Nationalpark Phong Nha-Kẻ Bàng                                                     | N   | 951  |                                                    |

Folgende Nominierungen wurden nicht in die Welterbeliste aufgenommen:
- Meeres-Nationalpark Sanganeb-Atoll und Meeres-Nationalpark Dungonab-Bucht – Insel Mukkawar (N, Sudan); wurde 2016 zum Welterbe erklärt
- Daurische Landschaften (N, Russland & Mongolei); wurde 2017 zum Welterbe erklärt
- Kaeng Krachan Forest Complex (N, Thailand)
- Kulturlandschaft Thimlich Ohinga (K, Kenia)
- Felsmalereien von Nyero und andere Felsbildkunstplätze der Jäger und Sammler in Ostuganda (K, Uganda)
- Wikingerstätten Nordeuropas  (K, Dänemark, Deutschland, Island, Lettland und Norwegen)
- Der Naumburger Dom und die Landschaft entlang der Flüsse Saale und der Unstrut – ein bedeutendes Herrschaftsgebiet im Hochmittelalter (K, Deutschland)
- Weinkulturlandschaft von La Rioja und Rioja Alavesa Vine (K, Spanien)

Folgende signifikante Änderungen der Grenzen wurden nicht in die Welterbeliste aufgenommen:
- Bagrati Cathedral and Gelati Monastery (Georgien)

Folgende Nominierungen wurden vor der Sitzung zurückgezogen:
- Delhi’s   Imperial   Capital   Cities, India
- Hall in Tirol – die Münze (K, Österreich)
- Skulpturenensemble von Târgu Jiu (K, Rumänien)

### Rote Liste

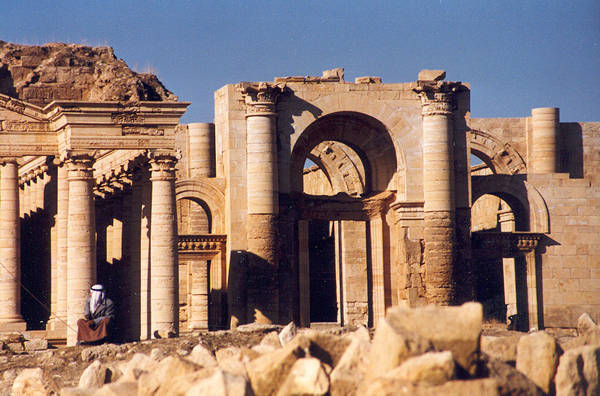
Tempelruine in Hatra

In die Liste des gefährdeten Welterbes ("Rote Liste") aufgenommen wurden:
- Ruinen der Partherstadt Hatra (Irak, Welterbe seit 1985)
- Altstadt von Sanaa (Jemen, Welterbe seit 1988)
- Altstadt von Schibam mit der Stadtmauer (Jemen, Welterbe seit 1982)

Aus der Roten Liste gestrichen wurden:
- Los-Kations-National Park (Kolumbien)

Erweiterungen bestehender Welterbestätten: